# Anna Raadsveld
 (octobre 2018).
Si vous disposez d'ouvrages ou d'articles de référence ou si vous connaissez des sites web de qualité traitant du thème abordé ici, merci de compléter l'article en donnant les références utiles à sa vérifiabilité et en les liant à la section « Notes et références ».
Anna Raadsveld, née le 22 mai 1990 à IJlst, est une actrice néerlandaise.

## Biographie
Anna Raadsveld est née à IJlst et a grandi en Frise. En 2007, elle fait ses débuts d'actrice dans le film Timboektoe (nl). Dans ce film, elle joue Annabel, la meilleure amie d'Isa, interprétée par Bo Maerten. Par la suite, elle a joué dans le téléfilm De fuik. En 2010, elle a joué le rôle principal dans le téléfilm LelleBelle. En 2013, elle a participé au film d'ouverture du Dutch Film Festival, Hoe duur was de suiker de Jean van de Velde. Au cours de la saison 2013-2014, elle a joué avec le Toneelgroep Amsterdam dans les représentations de De vrek, Othello et Opening Night, mises en scène par Ivo van Hove.
En 2015, elle joue dans Solness du Nationale Toneel (mis en scène par Theu Boermans). En 2015, elle a également joué le rôle principal de Ietje van Dijk dans la série télévisée Goedenavond dames en heren (Bonsoir mesdames et messieurs) diffusée par Omroep MAX, un rôle inspiré de Mies Bouwman, cofondatrice de la télévision néerlandaise des premières années.
Anna Raadsveld a étudié de 2010 à 2014 à l'Académie de théâtre de Maastricht et a obtenu son diplôme en 2014 pour son rôle dans La Mouette de Tchekhov.

## Filmographie
- 2007 : Timboektoe (nl) de Dave Schram : Annabel[1]
- 2008 : De fuik (nl) de Mischa Kamp : Andrea
- 2008 : Terugweg (court métrage)) : Luna
- 2008 : Roes (série télévisée) : Leslie
- 2008 : De Daltons, de jongensjaren (nl) : Klaske
- 2010 : LelleBelle (nl) de Jacqueline Epskamp et Tamara Monzon : Belle
- 2011 : Overspel (nl) de Frank Ketelaar : Rosie
- 2012 : Bowy is inside de Aniëlle Webster : Julie[2]
- 2013 : Smoorverliefd (nl) de Hilde Van Mieghem : Anna[3]
- 2013 : Hoe duur was de suiker (nl) de Cynthia McLeod : Elza
- 2014 : Moordvrouw : Stella Nanninga
- 2015 : Goedenavond Dames en Heren (nl) : Ietje van Dijk
- 2016 : Riphagen de Pieter Kuijpers : Betje[4]
- 2017 : B.A.B.S. (nl) : Laura
- 2018 : Get Lost de Mirjam de With : Fem[5]
- 2019 : Kapsalon Romy de Mischa Kamp : Juf Paulien